# Kościół św. Marcina w Granowie
Kościół św. Marcina w Granowie – zabytkowy drewniany kościół parafialny w Granowie, w powiecie grodziskim, w województwie wielkopolskim.

## Historia
Pierwszy kościół parafialny w Granowie istniał już przed 1298, kiedy to został włączony do nowo utworzonego archidiakonatu większego poznańskiego. Wkrótce spłonął, a na jego miejscu wzniesiono w 1315 kolejny. W dokumentach procesowych z 1486 zachowała się wzmianka, że kościół wtedy nosił wezwanie św. Marcina. W połowie XVI wieku świątynia przeszła w ręce protestantów. Za czasów panowania Zygmunta III Wazy ponownie została kościołem katolickim. W czasach potopu szwedzkiego kościół został splądrowany.
Istniejąca świątynia została wybudowana w 1729 z fundacji wdowy, Doroty Radomickiej także z drewna, lecz na murowanych fundamentach. Kościół przeszedł gruntowną renowację w latach 1868-1869. W 1932 obiekt został wpisany do rejestru zabytków.

## Architektura i wystrój
Kościół jest jednonawowy, z wielobocznym prezbiterium i słupową wieżą na planie kwadratu z kruchtą. Wieża jest zwieńczona cebulastym hełmem o dwóch członach.
Ołtarze we wnętrzu reprezentują styl barokowy (główny) i rokokowy (boczne). Obrazy przedstawiają Trójcę Świętą i św. Marcina. Zachowała się chrzcielnica z XVIII wieku
W sąsiedztwie kościoła znajdują się:
- drewniana dzwonnica z XIX wieku z trzema dzwonami (najstarszy z 1525)[5]
- cmentarz z połowy lub końca XIX wieku z grobowcem rodziny Nieżychowskich[5]
- figura Matki Bożej Niepokalanej z pocz. XX wieku[5]
- murowane ogrodzenie z zachowanymi fragmentami starszego, z końca XIX wieku[5]